# 綱渡り見世物侍
『綱渡り見世物侍』（つなわたりみせものざむらい）は、1955年に公開された加戸敏監督の日本映画。
陣出達朗の小説『道化獅子』が原作。

## スタッフ
以下のスタッフ名は特に記載がない限りKINENOTEに従った。
- 監督 - 加戸敏
- 製作 - 酒井箴
- 企画 - 高桑義生
- 脚本 - 賀集院太郎[3]
- 原作 - 陣出達朗 小説『道化獅子』
- 撮影 - 竹村康和
- 美術 - 太田誠一
- 音楽 - 高橋半
- 録音 - 大角正夫
- 照明 - 岡本健一

## キャスト
以下の出演者名と役名はKINENOTEに従った。
- 八代目 市川雷蔵 - 力太郎／丹羽鉄之丞
- 水原真知子 - お小夜
- 阿井美千子 - お蝶
- 峰幸子 - 信乃
- 清川虹子 - 座頭蘭々斎天花
- 益田キートン - 市助
- 杉山昌三九 - 江口源十郎
- 香川良介 - 和田外記
- 荒木忍 - 折井玄庵
- 大邦一公 - 広瀬主膳
- 坂本武 - 加島文太夫
- 光岡龍三郎 - 谷甚左衛門
- 上田寛 - 三吉
- 東良之助 - 了斎
- 南部彰三 - 丹羽左京太夫
- 石原須磨男 - 加兵衛
- 高倉一郎 - 広瀬数馬
- 西岡タツオ - 丹羽菊丸
- 上田寵児 - 隼の幻助
- 堀北幸夫 - 関川玄蕃
- 清水明 - 浪路
- 野菊昌代土 - 薬種問屋の番頭
- 大崎四郎 - 庄屋彦右衛門
- 大国八郎 - 半次
- 安田祥郎 - 若党
- 郷登志彦 - 若侍島村大二郎
- 戸村昌子 - 腰元浪路
- 小林加奈枝 - 茶店の婆さん